# Морозивниця

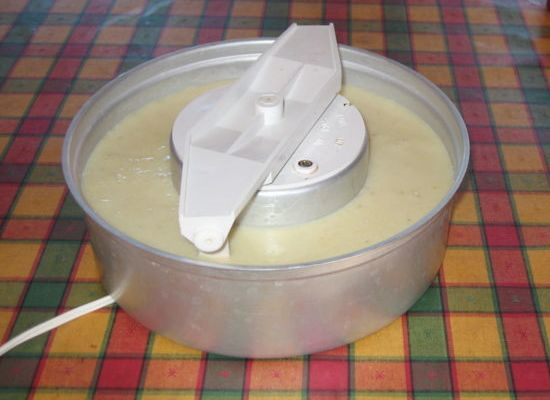
Один з різновидів електричного виготовлення морозива

Морозивниця — побутова техніка для приготування невеликої кількості морозива, зазвичай для вживання в домашніх умовах. Морозивниці бувають як ручними для виготовлення морозива, так і автоматичними, що працюють за допомогою електродвигуна.
Принцип роботи для виготовлення морозива полягає в одночасному заморожуванні та збиванні вихідної суміші таким чином, щоб аерація суміші запобігала появі кристалів льоду. Більшість сучасних Морозивниць виробляють морозиво, яке відразу готове до вживання, хоча деякі з них припускають тривале подальше охолодження після збивання. Електричні морозильниці бувають двох основних типів: самохолоджуваний з вбудованим компресором, та такий, що вимагає для роботи попередньо охолоджених при низькій температурі ємностей. Іноді зустрічається і третій тип — машини з власною морозильною камерою.
Перша морозивниця (ручного принципу дії) була запатентована в 1843 році американською винахідницею Ненсі Джонсон, однією з перших винахідниць США, за різними даними, в Нью-Йорку або Філадельфії. Перший фризер для виготовлення морозива був створений вже в 1851 році Джейкобом Фасселом з Балтимора, що заснував також першу фабрику з виробництва морозива.